# Kalendarium historyczne Janowic
Janowice – wieś położona 6 km na północ od Waśniowa, około 14 km na wschód od klasztoru świętokrzyskiego, w województwie świętokrzyskim, w powiecie ostrowieckim, w gminie Waśniów
Nazwy własne miejscowości w dokumentach źródłowych
1433 „Janowicze”, 1434 „Janowycze”, 1442 „Ianowice”, 1460, 1464 „Janovicze”, 1464-6 „Janowicze”, 1470-80 „Janowicze”, „Janowycze”, 1504 „Ianowycze”, „Janowycz”, 1506 „Janovicze”, 1510 „Ianvice”, 1529 „Janovicze”, „Janowycze”, 1532 „janowÿcze”, 1538 Janowice (ale: 1569, 1571, 1577-8 „Janowicze”).
Podległość administracyjna świecka i kościelna.
- 1434 powiat sandomierski[4], 1827 powiat opatowski[5]
- 1470-80. parafia Momina Długosz L.B. t.II s.471

Opis granic
- 1449 następuje rozgraniczenie Jeżowa i  Wierzbątowic, wsi klasztornych benedyktynów łysogórskich, od Nagorzyc i  Milejowic (ich części szlacheckich) oraz Roztylic. W podziale tym pozostawiono wspólne pastwisko, wyjąwszy żołędzie i bukiew, które klasztor w swoich lasach zachował na własny użytek[6]
- 1470-80 graniczy ze Zwolą, Nieskurzowem (Obecnie Nieskurzów Stary), Milejowicami i Kraszkowem (Długosz L.B. t.III s.232,234)
- 1780 granice jak w opisie klucza wierzbątowickiego.

## Kalendarium
Własność szlachecka następnie od 1433 r. klasztoru  świętokrzyskiego
- 1433 Jan z Żurawicy za zgodą żony Anny, braci magistra Jakuba i Piotra oraz rodzonej siostry Anny sprzedaje Mikołajowi opatowi i konwentowi świętokrzyskiemu wieś Janowicze za 600 grzywien, przy czym rzeczywista cena wynosi 700 grzywien, ale Jan siódmą setkę ofiarował opactwu[7]
- 1440 Władysław Warneńczyk na prośbę opata zatwierdza sprzedaż przez klasztor świętokrzyski niedogodnie położonej wsi  Opatkowice w powiecie lubelskim i kupno na jej miejsce od Jana Parkoszowica za 600 grzywien wsi Janowicze[4]
- 1442 Władysław Warneńczyk przenosi na prawo średzkie imiennie wyliczone posiadłości klasztoru świętokrzyskiego, w tym Milejowice, Wierzbątowice, Janowicze i Kraszków[8]
- 1451 spadkobiercy Beaty (być może była pierwszą żoną Jana z Żurawicy), który sprzedał klasztorowi wieś Janowicze pozywają opata Michała o zwrot sumy posażnej Beaty w wysokości 100,5 grzywny (była ona zapewne oprawą posagu) ciążącej na Janowicach, a z kolei opat skarży spadkobierców i krewnych Jana, na których ciąży obowiązek ewikcji[b][9]
- 1460 ma miejsce ugoda między opatem świętokrzyskim Michałem a Bartoszem i jego żoną Śmiechną, dziedzicami Boksic. Na jej mocy Opat wykupi od brata Bartosza, Mikołaja Łysego z Boksic, całą część Boksic należącą do Bartosza i przekaże ją w zamian za 1 łan Bartoszowi i Śmiechnie w użytkowanie.

Mają oni dzierżyć ją do zakończenia będącej w toku sprawy ze Śmiechną i Janem Motyczką zwanym Parkosz o wieś Janowice oraz przez 3 lata po jej zakończeniu, jednak w tym czasie muszą zwrócić opatowi sumę 37 grzywny, w przeciwnym razie wyżej wymieniona  część Boksic przejdzie na własność klasztorną. Jeżeli opat wygra proces z Janem z Motycz, wówczas całą uzyskaną sumę przekaże Śmiechnie i Bartoszowi, potrącając sobie owe 37 grzywny długu oraz koszta sądowe, jeżeli przegra, wówczas Śmiechną i Bartosz nie będą mogli więcej wysuwać roszczeń do Janowic
- 1464 opat Michał i konwent pozywają Jana z Motycz zwanego Parkosz o to, że sprzedał Mikołajowi opatowi świętokrzyskiemu wieś Janowice z obowiązkiem ewikcji, z którego teraz nie chce się wywiązać, odmawiając zaspokojenia roszczeń wysuniętych jeszcze wobec poprzedniego opata Macieja przez Śmiechnę, żonę Bartosza z Boksic, która domaga się zwrotu spadku po jej matce Beacie, to znaczy jej posagu obejmującego 100,5 grzywny, za które kupiono prawie 1/3 część Janowic, zwanej Frankowskie, oraz źreb zwany Opatlik, warty 30 grzywien.

Sąd ziemski sandomierski na skutek niestawienia się Jana na kolejne terminy rozstrzyga sprawę po myśli opata i nakazuje woźnemu Mrzewli wyegzekwować od Jana wyżej wymienioną sumę (ib. 1863)
- 1465 mimo usprawiedliwień Jana Parkoszowica z Motycz, że jego nieobecność spowodowana była chorobą, sąd ponownie zarządza egzekucję wyżej wymienionej sumy przez woźnego Malatkę na dobrach Jana (Teki Naruszewicza  XX 1)
- 1465 papież Paweł II na prośbę opata poleca sądowi komisarycznemu z Jakubem kustoszem przemyskim rozstrzygnąć spór między klasztorem świętokrzyskim a Janem Parkoszowicem z Czartkowic i Janem ze Sławoszewic (Swaschouicze) o ewikcję sumy posażnej 100,5 grzywny Beaty żony Jana z Żurawicy ciążącej na wsi Janowice.

Sąd rozstrzyga sprawę po myśli opata
- 1466 sąd ziemi sandomierskiej nakłada wieczne milczenie na Śmiechnę żonę Bartosza z Boksic w sprawie posagu jej matki Beaty, to znaczy 100,5 grz., za które kupiono 1/3 części Janowic, zwanej Frankowskie, oraz źreb zwany Opatlik, o które wiodła spór z Maciejem, a następnie Michałem, opatami klasztoru świętokrzyskiego (Teki Naruszewicza  XX 69)
- 1470-80 wieś należy do klasztoru świętokrzyskiego, kupił ją w 1430 r. [c] Mikołaj Drozdek opat świętokrzyski od Parkosza z Żurawicy herbu Godzięba. Było wówczas 9 łanów kmiecych, karczma z rolą. Kmiecie płacą po 1 grzywnę czynszu, dają po 30 jaj, 2 koguty, pracują po 1 dniu w tygodniu własnym wozem lub pługiem, karczma płaci 4,5 grzywny czynszu Długosz L.B. (t.III s.232 t.II s.471)
- 1504 odnotowano pobór z 1 łana[12]
- 1504 pobór z 1/2 łana[13]
- 1506 odnotowano pobór z 1/2 łana, z 1 łana i z karczmy[14]
- 1510 pobór z części klasztornej oraz części (prawdopodobnie karczmarza) Pełki, gdzie karczma z rolą[15]
- 1529 wieś należy do stołu opata, czynsz liczony razem z  Pełką,  Szczegłem i  Worowicami wynosi 9 grzywien (Liber Retaxationum 349)
- 1531 z części klasztornej pobór z 2,5 łana z części Pełki pobór z karczmy z rolą[16]
- 1532 z części klasztornej pobór z 2,5 łana i karczmy (ib. 1/10 594v) 1538 z J. opata pobór z 2.5 ł., od 2 komorników i z 1 karczmy[17]
- 1553 Zygmunt August przenosi na prawo niemieckie wyliczone dobra klasztoru, w tym Janowice (AG 1909)
- 1564-5 własność klasztoru świętokrzyskiego (LS 1565-5 331)
- 1569, 1571 opat świętokrzyski daje pobór z 3,5 łana i karczmy[18]
- 1577 opat świętokrzyski daje pobór od 10 kmieci na 3,5 łana i z karczmy z rolą.
- 1578 z części opata świętokrzyski pobór od 7 kmieci na 3,5 łana, 1 zagrodnika z rolą, 3 komorników z bydłem, 2 komorników bez bydła, 1 rybaka i z karczmy[19]
- 1629 opat świętokrzyski daje pobór od 7 kmieci na 3,5 łana, 1 zagrodnika z rolą, 2 komorników bez bydła[20]
- 1662 własność opata świętokrzyskiego, pogłówne pobierane od zarządcy szlachetnego Bakanowskiego z żoną i synem, 7 osób czeladzi folwarcznej i 30 mieszkańców wsi[21]
- 1673 opat świętokrzyski daje pogłówne od 40 mieszkańców wsi[22]
- 1674 pogłówne od 27 mieszkańców wsi[23]
- 1780 wieś należy do klucza wierzbątowickiego dóbr stołu opata klaustralnego.

Było tu 6 kmieci (wójt Antoni Kidoń, Wit Grad, Mikołaj Filip, Grzegorz Kłonica, Józef Slosara, Grzegorz Gora),
1 rola kmieca opustoszała, 2 półrolnych (Michał Karcz i Jan Wajszczak), 1 zagrodnik (Wit Kolanowski),
1 chałupnik (Walenty Job), 5 komorników (Wojciech Kłonica, Stanisław Tkacz, Mikołaj Karcz, Jakob Kolibaba, wdowa Koszrzowa).
Kmiecie pracują po 3 dni w tygodniu sprzężajem dworskim w 2 konie i 2 woły, odrabiają po 4 dni powaby i 12 łokci oprawy, płacą po 1/18 zł czynszu, dają po 3 kor. żyta, 2 kapłony i 30 jaj, półrolni dają połowę wymiaru, zagrodnik pracuje 3 dni w tygodniu pieszo, odrabia 2 dni powaby i 4 łokcie oprawy, płaci 24 gr czynszu, daje 1 kapłona i 15 jaj, chał. pracuje 2 dni tyg, pieszo, odrabia 2 dni powaby i 4 łokcie oprawy, komorników pracują po 1 dniu w tygodniu pieszo i odrabiają po 2 dni powaby. Wszyscy dają stróżę, strzygą owce, uprawiają kapustę i konopie. komornicy dostają zasiane zagony dworskie, po 2 żyta i jęczmienia, 1 zagon grochu.
Subsidium charitativum płacone przez klasztor wynosi 349 zł (Inwentarz Wierzbątowic 8-10, 18)
- 1780-2 opłaty jak Wierzbątowice
- 1787 wieś liczy 82 mieszkańców (Spis ludności diecezji krakowskiej z r. 1787 414 t.II s.134)
- 1819 wieś należy do stołu opata, w roku tym w dzierżawie[24]
- 1827 wieś posiadała 12 domów i 92 mieszkańców[25]

## Powinności dziesięcinne
Dziesięcina należy do plebana Mominy, okresowo do klasztoru świętokrzyskiego
- 1442 dziesięcina z nowizn w Janowicach przyznana została plebanowi Mominy wbrew roszczeniom opata świętokrzyskiego[26]
- 1470-80 dziesięcina snopowa i konopna z 1/2 wsi wartości do 4 grzywien należy do plebana Mominy (Długosz L.B. t.II s.471 t.III s.332)
- 1529 z pewnych ról dziesięcina snopowa wartości 2,5 grzywny należy do plebana Mominy (Liber Retaxationum 460)
- 1780 dziesięcina snopowa należy do dworu w Wierzbątowicach, oprócz kilku ról, z których pobiera ją pleban Mominy (Inwentarz Wierzbątowic 10)
- 1784-6 dziesięciny płacono jak w Wierzbątowicach
- 1827 dziesięcina gromadzka należy do plebana Bałtowa[27].

## Archeologia
Prace archeologiczne prowadzone na tym terenie przez Kazimierza Bielenina ujawniły  osadę z okresu wpływów rzymskich w Garbaczu stacja 1, (w północnej części Janowic) a także na W od drogi do Garbacza liczne stacje węglarskie z żużlem żelazistym z dymarek, fragmenty ceramiki z okresu wpływów rzymskich. Odkryto ponadto ślady osadnictwa neolitycznego, fragmenty żużla. (Katalog archeologicznych zbiorów pozamuzealnych, zesz. 1, Kolekcja Instytutu Archeologii Uniw. Warszawskiego, Warszawa 1988. s.33).